# Johannes von Toledo
Johannes von Toledo OCist (* in England; † 13. Juli 1275 in Lyon) war ein englischer Zisterzienser und Kardinal.
Johannes wurde in England geboren, studierte in Toledo Medizin und an einem unbekannten Ort Theologie. Dann trat er in die berühmte Zisterzienserabtei Clairvaux ein. Später wurde er Abt der Abtei Épau. Mit Kaiser Friedrich II. kam er im Jahr 1241 zu einer Synode nach Rom. Seit jenem Jahr war er zusammen mit anderen römischen Prälaten, darunter der Zisterzienserkardinal Giacomo de Pecorara, für zwei Jahre in die politische Gefangenschaft des Kaisers geraten. Am 28. Mai 1244 erhob Papst Innozenz IV. Johannes von Toledo zum Kardinal und ernannte ihn zugleich zum Kardinalpriester von San Lorenzo in Lucina. 1245 nahm Kardinal Johannes am Ersten Konzil von Lyon teil. Im Jahr 1262 folgte seine Erhebung zum Kardinalbischof von Porto e Santa Rufina. Er war zudem Teilnehmer an vier Konklaven: An den Papstwahlen 1254, 1261, 1264–1265 und 1268–1271.
Kardinal Johannes wirkte in Rom als tatkräftiger Kardinalprotektor des Zisterzienserordens. Darüber hinaus restaurierte und stifte er mit seinen großen Einkünften etliche Klöster. Zudem war Johannes in Fragen der Theologie, der Medizin und Naturwissenschaft ein bewanderter Gelehrter. Politisch engagierte er sich an der Kurie eifrig für die Wahl seines englischen Landsmannes Richard von Cornvallis zum Deutschen König.
Einige versifizierte Prophezeiungen von ihm sind erhalten, jedoch stammt der überlieferte astrologische Toledobrief nicht von Johannes, sondern von Richard von San Germano.
Johannes von Toledo war fast 60 Jahre an der päpstlichen Kurie tätig und wurde Cardinalis Albus, weißer Kardinal, wegen seines weißen Ordensgewandes, genannt.